# Sepsis volosatka
Sepsis volosatka är en tvåvingeart som beskrevs av Ozerov 2000. Sepsis volosatka ingår i släktet Sepsis och familjen svängflugor.
Artens utbredningsområde är Kenya. Inga underarter finns listade i Catalogue of Life.